# Józef Niwicki
Józef Niwicki (ur. ok. 1812 r., zm. w 1871 r.) – poeta, właściciel posiadłości ziemskiej w Kierlikówce w gminie Trzciana w województwie małopolskim. Nie interesowało go specjalnie prowadzenie gospodarstwa, zadanie to zlecił wynajętemu ekonomowi, sam zaś zajmował się głównie historią i literaturą i tworzył wiersze. Zmarł bezpotomnie. Napisane przez niego wiersze wyszły drukiem w 1873 roku, już po jego śmierci w tomiku zatytułowanym Listki karpackie, dedykowanym posłowi do Sejmu Galicyjskiego Franciszkowi Hoszardowi. W wierszu Klasztor wymarły nawiązuje do historii klasztoru Kanoników Regularnych od Pokuty w sąsiedniej wsi Trzciana, tragicznych losów mnichów w czasie najazdu Rakoczego i sytuacji społecznej na wsi w XIX wieku.